# Voortrekkers

Voortrekkers flagga

Voortrekkers (afrikaans,  av holländska trekken, draga, flytta) var boer i Kapprovinsen i Sydafrika som mot slutet av 1830-talet i "Den stora trekken" (afrikaans: Die Groot Trek; nederländska: De Grote Trek; engelska: the Great Trek) utvandrade till norra Natal och länderna bortom Oranje- och Vaalfloderna.
När britterna invaderade Kapprovinsen i början av 1800-talet och bland annat införde förbud mot slaveri uppstod missnöje bland de holländska kolonisterna – boerna –  med den brittiska koloniförvaltningen och mot slutet av 1830-talet  bestämde de sig för att söka sig bättre bosättningar utanför brittisk kontroll. I väpnade flyttningståg drog ett stort antal i flera olika grupper till det okända landet norrut inåt landet. Kända boerledare var Piet Retief och Andries Pretorius.